# 瓦莱里乌斯·弗拉库斯
瓦莱里乌斯·弗拉库斯（英語：Gaius Valerius Flaccus，（？—90年）），公元90年死，生平不详，他是一位古罗马诗人，有一部未完成的作品《阿尔戈远航》，计5593行，以六音步的格律写成，分为八卷，描写的是传说中阿尔戈的航行。